# Le Prince Igor (film, 1969)
Pour les articles homonymes, voir Le Prince Igor.
Le Prince Igor est une adaptation cinématographique de l'opéra Le Prince Igor d'Alexandre Borodine dirigée par Roman Tikhomirov en 1969.

## Synopsis
Le sujet est identique à celui de l'opéra éponyme dont la représentation, au lieu de se dérouler sur une scène, se situe dans de vastes plaines, des pénéplaines du sud de la Russie avec ses forêts, ses villages, ses églises, ses kremls surplombant de larges rivières. Plongés dans cette nature, princes, princesses, boyards, guerriers à cheval ou non, filles, khans, s'aiment ou s'affrontent, parfois se battent, le jour, la nuit, sous le soleil ou sous la pluie, par temps de brouillard, tous ces éléments qui sont bien difficiles à faire ressentir sur une scène lyrique.

## Fiche technique
- Titre original : Князь Игорь
- Titre français : Le Prince Igor
- Réalisateur : Roman Irinarkhovitch Tikhomirov
- Scénario : Issaak Davydovitch Glikman (ru) et Roman Irinarkhovitch Tikhomirov d'après l'opéra éponyme d'Alexandre Borodine basé sur Le Dit de la campagne d'Igor.
- Musique : Alexandre Borodine
- Chef d'orchestre : Guennadi Panteleïmonovitch Provatorov (ru) dirgeant l'orchestre du Théâtre Mariinsky appelé théâtre Kirov de 1935 à 1992
- Décors : Vassili Nikitovitch Zatchiniaïev (ru), Alekseï Efimovitch Fedotov (ru), Guennadi Petrovitch Sotnikov (ru), I. Michina et A. Timofeïev
- Photographie : Aleksandr Viktorovitch Tchirov (ru)
- Assistant caméraman : Kirill Tikhomirov réalisateur du générique du film qui accompagne le prologue
- Son : Grigori Abramovitch Elbert (ru)
- Montage : Maria Pen
- Société de production : Lenfilm
- Pays de production :  Union soviétique
- langue originale : russe
- Format : couleur - 235:1 - 35 mm (format de négatif) - sovscope - 35 mm (format de projection) - mono
- Durée : 115 minutes
- Date de sortie :
  - URSS : 21 décembre 1972[2]

## Distribution
La distribution a été complétée avec les renseignements trouvés dans «kino-teatr».
- Boris Khmelnitski : Le Prince Igor Sviatoslavitch doublé par Vladimir Fiodorovitch Kiniaïev (ru) pour les parties chantées
- Nelli Nikolaïevna Pchionnaïa (ru) : Iaroslavna, l'épouse du Prince Igor doublée par Tamara Milachkina pour les parties chantées
- Boris Tokarev : Vladimir Igorevitch, le fils du Prince Igor doublé par Virgilijus Noreika (lt) pour les parties chantées
- Aleksandr Vladimirovitch Slastine (en) : Vladimir Iaroslavitch, prince de Galicie, frère de Iaroslav, doublé par Valeri Malychev pour les parties chantées
- Bimbolat Zaourbekovitch Vataïev (ru) : Kontchak, le khan des Polovtsiens doublé par Ievgueni Nesterenko pour les parties chantées
- Inveta Ourousbievna Morgoïeva : Kontchakovna, fille du Khan doublée par Irina Bogatcheva pour les parties chantées

puis le reste de la distribution par ordre alphabétique :
- Moustafa Akhounbaïev (ky) : :Ovlour, polovtsien chrétien doublé par Guennadi Vilkovetski pour les parties chantées
- Berik Karimovitch Alimbaïev (ru) : danseur

- V. Demidovitch

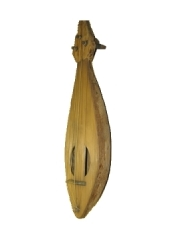
Goudok de la région de Novgorod

- Sergueï Aleksandrovitch Dvoretski : serf (pas crédité au générique)
- I.Iakovleva
- Maïrbek Sidamonovitch Ikaïev (ru) : Gzak, khan polovtsien
- E. Kharkevitch : la servante de la princesse Iaroslavna
- N. Kolessov
- Rafaïl Soultannvitch Koutchmazokov : cascades
- Tatiana Nikolaïevna Legat (ru) : danseuse polovtsienne
- Vitali Ivanovitch Matveïev (ru) : serf (pas crédité au générique)
- Piotr Vassilievitch Merkouriev (ru) : Erochka, joueur de goudok doublé par Saveli Efimovitch Strejniov pour les parties chantées
- Margarita Petrovna Okatova (ru) : danseuse polovtsienne
- Iouri Sergueïevitch Rodionov (ru) : croate (pas crédité au générique)
- Galina Rybkina (pas créditée au générique)
- Mikhaïl Nikolaïevitch Sidorkine (ru) : Skoula, joueur de cornemuse doublé par Vladimir Mikhaïlovitch Morozov (ru) pour les parties chantées

À cette distribution, il faut ajouter les danseurs de ballet, le corps de ballet et le chœur du Théâtre Mariinsky appelé théâtre Kirov de 1935 à 1992.

## En bref
Le 20 janvier 2009 le film a été édité en DVD par «Azimut» mais on ne le trouve pas chez les distributeurs habituels. En revanche on peut le visionner sur Internet dans une copie qui, hélas, n'a pas été restaurée. Madame Katherine Owens a rédigé un synopsis de cet opéra ce qui peut permettre, après impression du document, une bonne compréhension de l'essentiel de l'histoire lors du visionnage du film en langue russe.
Contrairement à d'habitude, sur Imdb la page consacrée à ce film est pour le moment, très incomplète mais montre quelques photos du film notamment les casques coumans.
C'est probablement Rafaïl Soultannvitch Koutchmazokov qui exécute une belle chute de cheval vers la 24e minute alors que peu de temps auparavant un archer polovtsien arrive à expédier une flèche à un mètre cinquante environ, mais cela devait arriver parfois.